# 김원진 (배우)
김원진(1980년 1월 22일 ~ )은 대한민국의 배우이다.

## 연기 활동

### 드라마
- 2005년 MBC 월화미니시리즈 《원더풀 라이프》

### 영화
- 2012년 《해로》
- 2014년 《방황하는 칼날》(단역) ... 서울형사 4 역
- 2014년 《스톤》(단역) ... 남해파 역
- 2014년 《해무》(단역) ... 조선족 3 역
- 2014년 《나의 독재자》(단역) ... 오디션 배우 역
- 2014년 《기술자들》(단역) ... 세관 통제실 남1 역
- 2015년 《강남 1970》(단역) ... 중정수사관 역
- 2015년 《극비수사》(단역) ... 중부형사 3 역
- 2015년 《뷰티 인사이드》(단역) ... 우진 98 역
- 2015년 《특종: 량첸살인기》(단역) ... 박 형사 역
- 2016년 《시간이탈자》(단역) ... 여주 형사 역
- 2016년 《부산행》(단역) ... 만신창이 청년 역
- 2016년 《커튼콜》(단역) ... 환상 버나도 역
- 2017년 《1987》(단역) ... 동아일보 기자 / 시위대 역
- 2019년 《나쁜 녀석들: 더 무비》(단역) ... 선배 형사 역
- 2020년 《저 산 너머》(조연) ... 만길아버지 역

### 연극
- 2010년 ~ 2011년 연극 《두 여자》... 아빠 역
- 2012년 연극 《바쁘다 바뻐》
- 2012년 연극 《작업의 정석》... 멀티맨 역
- 2013년 연극 《작업의 정석》(대전) ... 멀티맨 역
- 2013년 연극 《작업의 정석》(울산) ... 멀티맨 역
- 2013년 연극 《작업의 정석》... 멀티맨 역
- 2016년 연극 《내 모든 걸》... 원작자 역
- 2016년 연극 《기묘한 이야기》... 노숙자 역
- 2016년 연극 《기묘한 이야기》(부산) ... 노숙자 역
- 2016년 ~ 2018년 연극 《뷰티풀 라이프》... 원작자 / 김춘식 역
- 2017년 연극 《내 모든 걸》... 원작자 역
- 2018년 ~ 2021년 연극 《뷰티풀 라이프》... 원작자 / 김춘식 역
- 2018년 연극 《내 모든 걸》... 원작자 역
- 2019년 연극 《뷰티풀 라이프》(울산) ... 원작자 / 김춘식 역
- 2019년 연극 《내 모든 걸》... 원작자 역
- 2019년 연극 《뷰티풀 라이프》(대전) ... 원작자 / 김춘식 역
- 2019년 ~ 2020년 연극 《뷰티풀 라이프》(부산) ... 원작자 / 김춘식 역
- 2019년 연극 《내 모든 걸》(대전) ... 원작자 역
- 2019년 연극 《내 모든 걸》(광주) ... 원작자 역
- 2019년 연극 《내 모든 걸》(청주) ... 원작자 역
- 2019년 연극 《내 모든 걸:앵콜공연》(청주) ... 원작자 역
- 2019년 연극 《내 모든 걸》(대구) ... 원작자 역
- 2020년 연극 《내 모든 걸》(청주) ... 원작자 역
- 2020년 연극 《내 모든 걸》(대구) ... 원작자 역
- 2019년 ~ 2020년 연극 《뷰티풀 라이프》(대구) ... 원작자 / 김춘식 역
- 2020년 연극 《뚜껑 없는 열차》... 원작자 역
- 2020년 연극 《뷰티풀 라이프》(대전) ... 원작자 / 김춘식 역